# Jonathan Koppenhaver
Jonathan Paul Koppenhaver (Simi Valley, California; 30 de noviembre de 1981), más conocido por su nombre War Machine, es un convicto estadounidense que, anterior a su condena en 2017, llegó a ser luchador profesional de artes marciales mixtas y ocasional actor pornográfico. Cumple cadena perpetua por múltiples cargos de violación, secuestro y agresión doméstica, entre otros.
Koppenhaver tuvo un récord global de 14-5 en artes marciales mixtas luchando en varias promociones de MMA, incluidas Bellator MMA y la Ultimate Fighting Championship, esta última durante un breve periodo. Compitió en la división de peso wélter. Fue uno de los luchadores de The Ultimate Fighter: Team Hughes vs. Team Serra, en el equipo de Matt Serra, y también compitió para Tachi Palace Fights, BAMMA y Xtreme Fighting Championships. También apareció en varias películas pornográficas.
En marzo de 2017, fue condenado por 29 delitos graves tras agredir sexualmente y golpear a su exnovia, la actriz pornográfica Christine Mackinday, así como golpear a la pareja de esta durante un incidente en 2014. El 5 de junio de dicho año se cambió su condena a cadena perpetua con posibilidad de libertad condicional después de 36 años.

## Primeros años
Koppenhaver nació en Simi Valley, un suburbio de Los Ángeles (California). Su padre, estadounidense de origen alemán, era agente del Departamento de Policía de Los Ángeles. Su madre, mexicano-estadounidense, trabajaba como enfermera y más tarde se convirtió en ama de casa. Debido a la adicción a las drogas de su madre, Koppenhaver cuidaba a menudo de sus hermanos pequeños. Cuando tenía 13 años, sufrió un trauma personal cuando realizó sin éxito la reanimación cardiopulmonar a su padre después de que éste sufriera un ataque al corazón.
Asistió durante dos años a la academia militar The Citadel, en Charleston (Carolina del Sur), pero fue expulsado por "mal comportamiento". Mientras asistía, se especializó en biología. En una entrevista, afirmó que había obtenido altas calificaciones en The Citadel.

## Carrera de artes marciales mixtas

### Participación enThe Ultimate Fighter
Koppenhaver fue luchador en The Ultimate Fighter: Team Hughes vs. Team Serra, luchando en el equipo Serra. No formaba parte de los 16 luchadores originales, ya que, en su lugar, el que estaba planeado era Roman Mitichyan, que tuvo que retirarse tras romperse el codo. Koppenhaver perdió por decisión unánime ante Tom Speer.
Después de una disputa con TNA Wrestling sobre el uso de su apodo, cambió legalmente su nombre de Jon Koppenhaver a War Machine en 2008.

### Ultimate Fighting Championship
En su debut oficial en la UFC, derrotó a Jared Rollins en The Ultimate Fighter: Team Hughes vs Team Serra Finale por KO a los 2:01 minutos del tercer asalto. War Machine y Rollins recibieron ambos 25 000 dólares por haber ganado los honores a la pelea de la noche y War Machine el nocaut de la noche. Su último combate en la liga fue en UFC 84 contra el nipón Yoshiyuki Yoshida, que perdió por sumisión en el primer asalto.
Fue liberado de la UFC tras rechazar una pelea ofrecida por el matchmaker de la firma, Joe Silva, y después de los comentarios que hizo sobre la muerte de su compañero Evan Tanner. War Machine publicó en su Myspace que creía que Tanner se había ido al desierto aislado del sur de California para suicidarse después de darse cuenta de que su carrera podría haber terminado y básicamente no había ganado dinero durante ella. Los forenses acabaron demostrando que la muerte de Tanner no fue un suicidio, pero Koppenhaver mantuvo sus declaraciones.

### Bellator
War Machine fue fichado y posteriormente liberado por la promoción Bellator Fighting Championships. Su blog de MySpace citó comentarios despectivos sobre el entonces presidente Barack Obama como causa de su no participación en el próximo torneo.

### Promociones independientes (2009-2011)
El 20 de junio de 2009, estaba programado que luchara contra Roger Bowling. Posteriormente, se confirmó su participación en el evento XFC 9 en Tampa (Florida), el 5 de septiembre, debiendo luchar contra Mikey Gómez. El árbitro tuvo que detener la pelea, dando una victoria un tanto controvertida a War Machine por TKO (puñetazos), a los trece segundos del tercer asalto. Para el 3 de octubre de ese año había previsto un nuevo combate, esta vez contra Jacob McClintock, pero se terminó cancelando para darse otro, cinco días más tarde, contra David Mitchell.
El 17 de abril de 2010 estaba programado para enfrentarse a Tex Johnson en el evento principal de Wild Bill's Fight Night. El 16 de abril, el portal web TMZ informó que War Machine dejó un comentario en su Twitter, indicando que no se presentaría a la pelea.

### Segunda etapa en Bellator
El 7 de diciembre de 2011, se anunció que War Machine había vuelto a firmar un acuerdo exclusivo con Bellator Fighting Championships y que competiría en su torneo de peso wélter de la sexta temporada. Se esperaba que se enfrentara a Karl Amoussou en la ronda inicial del torneo en Bellator 63. Antes de producirse, tuvo que abandonarlo debido a la acusación y condena contra su persona a un año de prisión por un asalto cometido en Las Vegas (Nevada) en diciembre de 2009. Posteriormente tenía previsto retomar dicho debut en Bellator el 17 de enero de 2013 contra Paul Daley cuando se desgarró el ligamento cruzado anterior y se rompió el peroné lo que le obligó a abandonar la pelea.
War Machine se enfrentó a Blas Avena en Bellator 96 el 19 de junio de 2013. Ganó vía TKO debido a golpes en el primer asalto. Luego participó en el Torneo de Peso Welter de la Novena Temporada de Bellator MMA en Bellator 100 contra Vaughn Anderson en los cuartos de final. Ganó por sumisión técnica debido a un estrangulamiento trasero desnudo en la segunda ronda. Más adelante se enfrentó a Ron Keslar el 18 de octubre de 2013, en Bellator 104, en las semifinales del Torneo del Peso Welter de la Novena Temporada. Perdió por sumisión técnica.
El 8 de agosto de 2014, Bellator MMA anunció la salida de War Machine después de que agrediera y violara a su exnovia Christine Mackinday, conocida por su nombre artístico Christy Mack.

## Carrera en la industria pornográfica
A finales de octubre del año 2009, anunció que empezaba a combinar su carrera en las MMA con la de actor pornográfico. En su anuncio, reveló que había firmado con la agencia californiana LA Direct Models e hizo su escena de debut con la actriz pornográfica Riley Steele. Entre 2009 y 2013, War Machine llegó a aparecer en algo más de una veintena de películas y escenas para adultos. Apareció en la edición de enero de 2014 de la revista Hustler en un pictorial desnudo con Christy Mack.

## Arresto y penas penitenciarias
El 2 de septiembre de 2007, fue declarado culpable de golpear a un hombre de Las Vegas (Nevada) en la cara y asfixiarlo hasta dejarlo inconsciente durante una pelea en un aparcamiento. En febrero de 2008, fue condenado a tres años de libertad condicional y 30 días de servicios a la comunidad, evitando así la posible acusación de delito grave y la consiguiente pena de prisión.
El 22 de febrero de 2008, se declaró culpable de un delito menor de agresión con lesiones, y fue multado y condenado a libertad condicional.
En noviembre de 2009 se vio involucrado en un incidente con la actriz pornográfica Alanah Rae, con quien mantenía, por aquel entonces, una relación sentimental. Supuestamente la golpeó así como a varios invitados masculinos en una fiesta, incluido a Derek Hay, agente de Alanah, y al actor Alec Knight.
En agosto de 2010, volvió a ser condenado, esta vez a un año en la cárcel del condado por un delito grave de agresión derivado de una pelea en un bar de Point Loma a principios de año, así como una pelea adicional en un bar en Pacific Beach, barrio de San Diego. Fue encarcelado en el centro de detención del condado George Bailey de San Diego, la mayoría en régimen de aislamiento. Después de ir a la cárcel, mantuvo su cuenta de Twitter, así como un blog documentando su tiempo en la cárcel. El 1 de febrero de 2012, se anunció a través de redes sociales de Koppenhaver que cumpliría otro año de cárcel debido a los acontecimientos precedentes. Fue puesto en libertad el 29 de octubre de 2012, tras cumplir dos años y dos meses. Fue puesto en libertad en régimen de aislamiento.

### Caso de Christine Mackinday

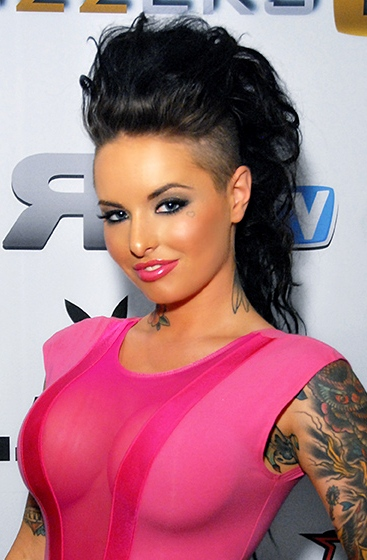
La actriz pornográfica Christy Mack fue pareja sentimental de War Machine en 2013, con quien rompió a finales de ese año. En agosto de 2014 fue agredida en su hogar por él, provocándole fractura de múltiples huesos en la cara, rotura de nariz e hígado y contusiones diversas.

En algún momento de abril de 2013, Koppenhaver comenzó a salir con la actriz de cine para adultos Christine Mackinday, más conocida por su nombre artístico Christy Mack. Mackinday, casi diez años menor que Koppenhaver, era una figura destacada en la industria pornográfica en ese momento. Su relación, según Mackinday, era apasionada, pero también describió a Koppenhaver como física y mentalmente abusivo y controlador. Después de un tiempo terminaron su relación.
Posteriormente, el 8 de agosto de 2014, Koppenhaver agredió brutalmente a Mackinday y a su entonces novio Corey Thomas en la casa de Mack en Las Vegas. Primero fue a por Thomas y le atacó durante diez minutos. A continuación, Koppenhaver sometió a Thomas a una llave de estrangulamiento, para soltarlo después de hacerle jurar que no acudiría a las autoridades. Cuando Thomas escapó, Koppenhaver se abalanzó sobre Mackinday, a quien agredió durante dos horas.
Mackinday fue violada, severamente golpeada y herida con un cuchillo por Koppenhaver. Solo tras conseguir zafarse de su agresor, en un momento en el que le dio la espalda, escapó por un balcón y se dirigió a casa de un vecino, quién alertó al 911. Mackinday fue hospitalizada, donde se descubrió que tenía la nariz y 18 huesos faciales rotos, varios dientes tocados o perdidos, una costilla fracturada y el hígado gravemente dañado.
El 15 de agosto, Koppenhaver, que había logrado eludir a las autoridades durante una semana, fue detenido tras publicar tuits autocompasivos, lo que permitió a las autoridades rastrear la ubicación IP de su teléfono móvil. Fue detenido en Simi Valley (California) por los U.S. Marshals y la policía local, y posteriormente extraditado a Nevada, donde fue acusado de 36 delitos graves, entre ellos intento de asesinato, secuestro, violación y agresión sexual.
Según el Departamento de Policía Metropolitana de Las Vegas, Koppenhaver fue encontrado sin respuesta en su celda el 14 de octubre de 2014, sobre las 21:30 horas por un funcionario de prisiones que realizaba comprobaciones rutinarias y revisión de los internos. Según su relato, le encontró luchando por respirar, con un trozo de tela roto alrededor del cuello que estaba atado a la pata de su litera. Después de que el funcionario lo cortara, las constantes vitales de Koppenhaver se estabilizaron y fue trasladado a una sala médica, donde fue puesto bajo vigilancia por un intento de suicidio. En una nota encontrada en su celda, citó dos veces al filósofo alemán Friedrich Nietzsche para explicar sus actos, culpando así mismo a su exnovia de la decisión de querer quitarse la vida. El incidente ocurrió el mismo día en que debía comparecer ante el tribunal para discutir un acuerdo de culpabilidad.
Su juicio, previsto en un principio para septiembre de 2015, fue aplazado en dos ocasiones, comenzando en febrero de 2017 finalmente. Koppenhaver estuvo representado por Jay Leiderman y Brandon Sua. El 20 de marzo de 2017, fue declarado culpable de 29 de los 36 delitos graves que se le imputaban, entre ellos secuestro y agresión sexual con arma, por los que se enfrentaba a cadena perpetua. El jurado llegó a un punto muerto en dos cargos de intento de asesinato. Dos meses y medio después, el 5 de junio, fue condenado a una pena total de cadena perpetua con posibilidad de libertad condicional después de 36 años.

## Combates realizados

### Registro en artes marciales mixtas
| Resultado | Récord | Oponente            | Método                              | Evento                                | Fecha                    | Ronda | Tiempo | Localización     |
| --------- | ------ | ------------------- | ----------------------------------- | ------------------------------------- | ------------------------ | ----- | ------ | ---------------- |
| Derrota   | 14–5   | Ron Keslar          | Sumisión técnica (rear-naked choke) | Bellator 104                          | 18 de octubre de 2013    | 1     | 3:31   | Cedar Rapids     |
| Victoria  | 14–4   | Jeff Ford           | Sumisión técnica (rear-naked choke) | Bellator 100                          | 20 de septiembre de 2013 | 2     | 4:01   | Phoenix          |
| Victoria  | 13–4   | Blas Avena          | TKO (puñetazos)                     | Bellator 96                           | 19 de junio de 2013      | 1     | 3:55   | Thackerville     |
| Victoria  | 12–4   | Roger Huerta        | TKO (puñetazos)                     | UWF 1: Huerta vs. War Machine         | 26 de noviembre de 2011  | 3     | 3:09   | Pharr            |
| Derrota   | 11–4   | John Alessio        | Sumisión técnica (rear-naked choke) | TPF 5: Stars and Strikes              | 9 de julio de 2010       | 3     | 2:24   | Lemoore          |
| Victoria  | 11–3   | Zach Light          | Sumisión (rear-naked choke)         | BAMMA 3                               | 15 de mayo de 2010       | 1     | 1:09   | Birmingham       |
| Derrota   | 10–3   | David Mitchell      | Decisión (split)                    | TPF 1: Tachi Palace Fights 1          | 8 de octubre de 2009     | 3     | 5:00   | Lemoore          |
| Victoria  | 10–2   | Mikey Gomez         | TKO (puñetazos)                     | XFC 9: Evolution                      | 5 de septiembre de 2009  | 3     | 0:13   | Tampa            |
| Victoria  | 9–2    | Erick Montaño       | Sumisión (armbar)                   | Total Combat 33                       | 11 de junio de 2009      | 3     | 0:47   | Ciudad de México |
| Victoria  | 8–2    | Timothy Woods       | Sumisión (rear-naked choke)         | UWC 6: Capital Punishment             | 25 de abril de 2009      | 2     | 4:16   | Fairfax          |
| Victoria  | 7–2    | Guillaume DeLorenzi | Sumisión (rear-naked choke)         | XMMA 7: Inferno                       | 27 de febrero de 2009    | 1     | 4:13   | Montreal         |
| Victoria  | 6–2    | David Anderson      | KO (puñetazos)                      | Desert Rage 4                         | 8 de noviembre de 2008   | 1     | 2:26   | Yuma             |
| Derrota   | 5–2    | Yoshiyuki Yoshida   | Sumisión técnica (anaconda choke)   | UFC 84                                | 24 de mayo de 2008       | 1     | 0:56   | Las Vegas        |
| Victoria  | 5–1    | Jared Rollins       | KO (puñetazos)                      | The Ultimate Fighter 6 Finale         | 8 de diciembre de 2007   | 3     | 2:01   | Las Vegas        |
| Victoria  | 4–1    | RJ Gamez            | TKO (puñetazos)                     | Total Combat 16: Annihilation         | 9 de septiembre de 2006  | 1     | 2:09   | San Diego        |
| Derrota   | 3–1    | Mike O'Donnell      | Sumisión (armbar)                   | GFC: Team Gracie vs Team Hammer House | 3 de marzo de 2006       | 2     | 4:02   | Columbus         |
| Victoria  | 3–0    | Andrew Ramirez      | TKO (parada en esquina)             | Total Combat 9                        | 30 de julio de 2005      | 1     | 1:08   | Tijuana          |
| Victoria  | 2–0    | Frank Duffy         | Sumisión (rear-naked choke)         | Total Combat 4                        | 25 de julio de 2004      | 1     | 0:25   | Tijuana          |
| Victoria  | 1–0    | Angel Santibanez    | TKO (puñetazo)                      | Total Combat 2                        | 29 de febrero de 2004    | 1     | 1:00   | Tijuana          |